# Länsväg 363
Länsväg 363 är en svensk länsväg som sträcker sig från Umeå till Ammarnäs och är med sina 325 km Sveriges längsta länsväg. Då den slutar i Umeå utgör den ett viktigt pendlingsstråk. Trafikverket genomförde trafiksäkerhetsåtgärder på vägen så sent som 2018. Antalet filer på vägen varierar mellan 1 och 3.

## Sträckning
Vägen går helt i Västerbottens län. Från Ammarnäs till Vindeln, en sträcka på omkring 300 km, följer den i princip Vindelälven. Från Sorsele och knappt 30 km söderut är den gästväg på E45. På sträckan Ammarnäs – norr om Sorsele är väg 363 enda vägen tillbaka, eftersom det inte finns någon annan anslutande väg som leder till en annan väg (väg 363 ansluter till länsväg AC 1141, som dock också är en återvändsväg). Från Ammarnäs passerar vägen Sorsele, Vindeln, Hissjö, och slutar i Umeå.

## Historia
Vägen "Umeå–Blattniksele" blev "Länsväg 363" då vägnummer infördes på 1940-talet. Vägen följer också samma sträckning som då förutom vissa uträtningar här och var. Närliggande vägen "Blattniksele–Sorsele" var från början väg "343", sedan "88" och till slut "45", numera E45. Vägen Sorsele–Ammarnäs byggdes på 1940-talet men var inte nummerskyltad före 1980-talet.

## Trafikplatser och korsningar
|  | Nr | Namn         | Skyltning                                 |
|  | -- | ------------ | ----------------------------------------- |
|  |    | Umeå         | E4 Sundsvall Haparanda                    |
|  |    | Umeå         | 92 Dorotea Ö; E12 Mo i Rana Vasa Holmsund |
|  |    | Ruskträsk    | 365 Lycksele Glommersträsk                |
|  |    | Holmfors     | 370 Skellefteå                            |
|  |    | Blattniksele | E45 Östersund                             |
|  |    | Sorsele      | E45 Arvidsjaur                            |
|  |    | Ammarnäs     | ändpunkt                                  |